# Lituma w Andach
Lituma w Andach (hiszp. Lituma en los Andes) – powieść współczesnego peruwiańskiego pisarza Mario Vargasa Llosy. Została wydana w roku 1993. W Polsce pierwsze wydanie ukazało się w roku 1998 w przekładzie Wojciecha Charchalisa.
Książka łączy wątek kryminalny z opisem peruwiańskiej prowincji, gdzie aktywnie działają partyzanci ze Świetlistego Szlaku. Powszechnie spotykana przemoc nie jest jednak związana tylko z polityką, ale również z przesądami i prymitywnymi wierzeniami religijnymi. Vargas Llosa twierdzi, że wiele osób nie żyje tam w świecie racjonalnym, a morderstwa i gwałty są czymś normalnym.

## Nagrody
W 1993 roku książka otrzymała nagrodę Premio Planeta, ufundowaną przez wydawnictwo z Barcelony o tej samej nazwie.

## Opis fabuły
To historia tytułowego kaprala Litumy i jego młodszego zastępcy Tomasa Carreño – policjantów pełniących służbę w górniczym miasteczku (właściwie wędrownym obozie robotniczym) Naccos w Andach w Peru. Dochodzi w nim do serii tajemniczych zaginięć. Policjanci spotykają się z nieufnością, czasem wręcz wrogością, miejscowej ludności. Cały czas żyją w obawie przed atakiem partyzantów ze Świetlistego Szlaku. Swoje miejsce służby sami określają jako koniec świata.
W wątek kryminalny wpleciona jest historia dawnej miłości Tomasa, do dziewczyny z jego rodzinnej miejscowości Piura, a także opisy działań partyzantów Świetlistego Szlaku. Pojawiają się też elementy mityczne, charakterystyczne dla literatury iberoamerykańskiej.